# Vera Pavlova
Pour les articles homonymes, voir Pavlova.
Vera Anatolyevna Pavlova (en russe : Вера Анатольевна Павлова), née le 4 mai 1963 à Moscou est une poétesse russe.

## Biographie
Vera Pavlova naît à Moscou. Elle suit une éducation musicale (chant, musicologie et composition). Elle est diplômée, notamment, de l'Académie russe de musique Gnessine et soutient une thèse de doctorat sur Chostakovitch. Aram Khatchatourian l'encourage à devenir compositrice,.
Mais elle se tourne vers la poésie à partir de 1983, après la naissance de sa fille. Elle travaille comme guide dans un musée, conduit des ateliers de création littéraire puis parvient à faire publier ses premiers vers dans une revue littéraire en 1988,. Quelque temps après, la publication de 72 de ses poèmes dans un journal, Сегодня, donne naissance à une rumeur de canular littéraire.
Depuis, l'auteure a publié plus de 15 recueils de poésie, a été traduite en 21 langues, et a obtenu en 2000 le grand prix Apollo Grigoriev (de l'Académie russe de littérature) pour son recueil Le Quatrième Songe (Четвертый сон). 
Elle est mariée à Steven Seymour, et vit entre Moscou et New York.

## Principales publications
- Nebesnoye zhivotnoye, 1997 (The Heavenly Beast)
- Vtoroy yazyk, 1998 (The Second Language)
- Liniya otryva, 2000 (The Tear-off Line)
- Chetvertyy son, 2000 (The Fourth Dream)
- Sovershennoletiye, 2001 (Coming of Age)
- Intimnyi dnevnik otlichnitsy, 2001 (The Intimate Diaru of a Straight-A Schoolgirl)
- Vezdes’, 2002 (Here and Everywhere)
- Po obe storony potseluya, 2004 (On Both Sides of the Kiss)
- Ruchnaya klad’, 2006 (Hand-carried Luggage)
- Pis’ma v sosedniuyu komnatu, 2008 (Letters to the Room Next Door)
- Tri knigi, 2007(Three Books)
- Pis’ma v sosedniuyu komnatu, 2006 (Letters to the Room Next Door)
- Mudraya dura, 2008 (The Wise Fool)
- На том берегу речи, 2009 (On the Other Shore of Speech)
- Iz Vos’mi Knig, 2009 (From Eight Books)

## Publication en français
- L'animal céleste, traduit du russe par Jean-Baptiste Para, éditions L'Escampette, 2004.

### Webographie
- Site officiel
- Ressources relatives à la littérature :   - Academy of American Poets
  - Poetry International Web
- Notices dans des dictionnaires ou encyclopédies généralistes :   - Brockhaus
  - Deutsche Biographie
  - Dictionnaire universel des créatrices
- Notices d'autorité :   - VIAF
  - ISNI
  - BnF (données)
  - IdRef
  - LCCN
  - GND
  - Pays-Bas
  - Pologne
  - Israël
  - NUKAT
  - Tchéquie
  - Lettonie
  - WorldCat
- (en) « Vera Pavlova », sur le site poetryinternationalweb.net.
- « Vera Pavlova », sur Babelio.